# Cunfin
Cunfin är en kommun i departementet Aube i regionen Grand Est (tidigare regionen Champagne-Ardenne) i nordöstra Frankrike. Kommunen ligger  i kantonen Essoyes som ligger i arrondissementet Troyes. År 2022 hade Cunfin 167 invånare.

## Befolkningsutveckling
Antalet invånare i kommunen Cunfin
Referens: INSEE